# Léon Serpollet
Léon Serpollet (25. listopadu 1858, Culoz – 11. února 1907, Paříž) byl francouzský podnikatel, konstruktér a průkopník automobilismu.

## Biografie
Pocházel z rodiny truhláře z departementu Ain. První parní tricykl postavil v roce 1875. Se starším bratrem Henrim (1848–1915) se od roku 1878 zabývali vývojem prvního trubkového parního generátoru, jehož princip objevil Henri náhodou. O patent požádali 25. října 1879, ale zapsán byl až v roce 1881. V tomto roce vyrobil Léon svou druhou tříkolku s jednoválcovým motorem syceným parou z tohoto generátoru.
Léon našel v osobě průmyslníka Larsonneau silného a nadšeného partnera, s jehož pomocí Léon a jeho bratr Henri (1848–1915) založili v Paříži roce 1886 společnost Société des Moteurs Serpollet frères et Cie. Zde byly parní tříkolky poprvé průmyslově vyráběny. Mimo parních tříkolek vyráběl a prodával Serpollet také parní motory pro kolejová vozidla a hnací stroje. V roce 1889 zakoupil Armand Peugeot několik Serpolletových motorů pro své první vozy, avšak později se už věnoval vozům s benzínovými motory. První parní tříkolka vzešla z jejich spolupráce v roce 1889, představena byla na Světové výstavě v Paříži. Celkem vznikly čtyři tříkolky Serpollet-Peugeot.
Serpollet se v roce 1900 v důsledku nedostatku financí na další provoz spojil se zámožným Američanem Frankem Gardnerem a vznikla tak firma Gardner-Serpollet. Vozy používaly generátor vytápěný petrolejovými hořáky, poskytující páru pro čtyřválcový uzavřený motor, podobný současným zážehovým motorům. Léon Serpolet také jako první řidič s neelektricky poháněným vozidlem překonal rychlostní rekord C. Jenatzyho z roku 1899. Se svým parní vozem Oeuf de Pacques (velikonoční vajíčko) dosáhl 13. dubna 1902 v Nice rychlosti 120,77 km/h. Jeho jezdec Le Blon s tímto speciálem dokonce v srpnu toho roku dosáhl rychlosti 132 km/h.
Parní automobily vyráběla firma Gardner-Serpollet až do Serpolletovy smrti v roce 1907. Od roku 1904 byl posledním typem model 15 HP.

## Ocenění
Léon Serpollet byl krátce před smrtí vyznamenán hodností „Rytíř Řádu čestné legie“.

## Galerie

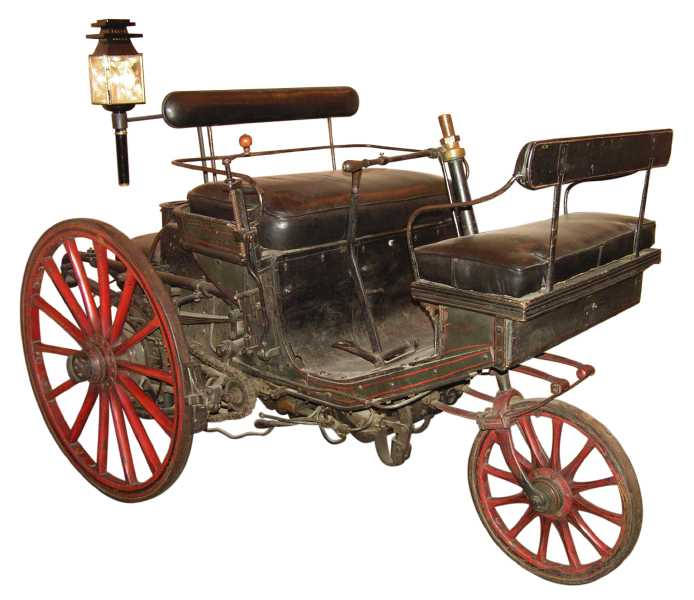
Parní tříkolka Serpollet (1888)
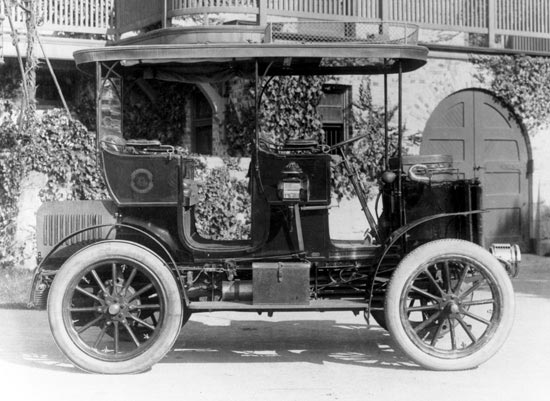
Vůz Gardner-Serpollet z roku (1903)
1902 Serpollet Double Phaeton Type A, sbírka Schlumpf
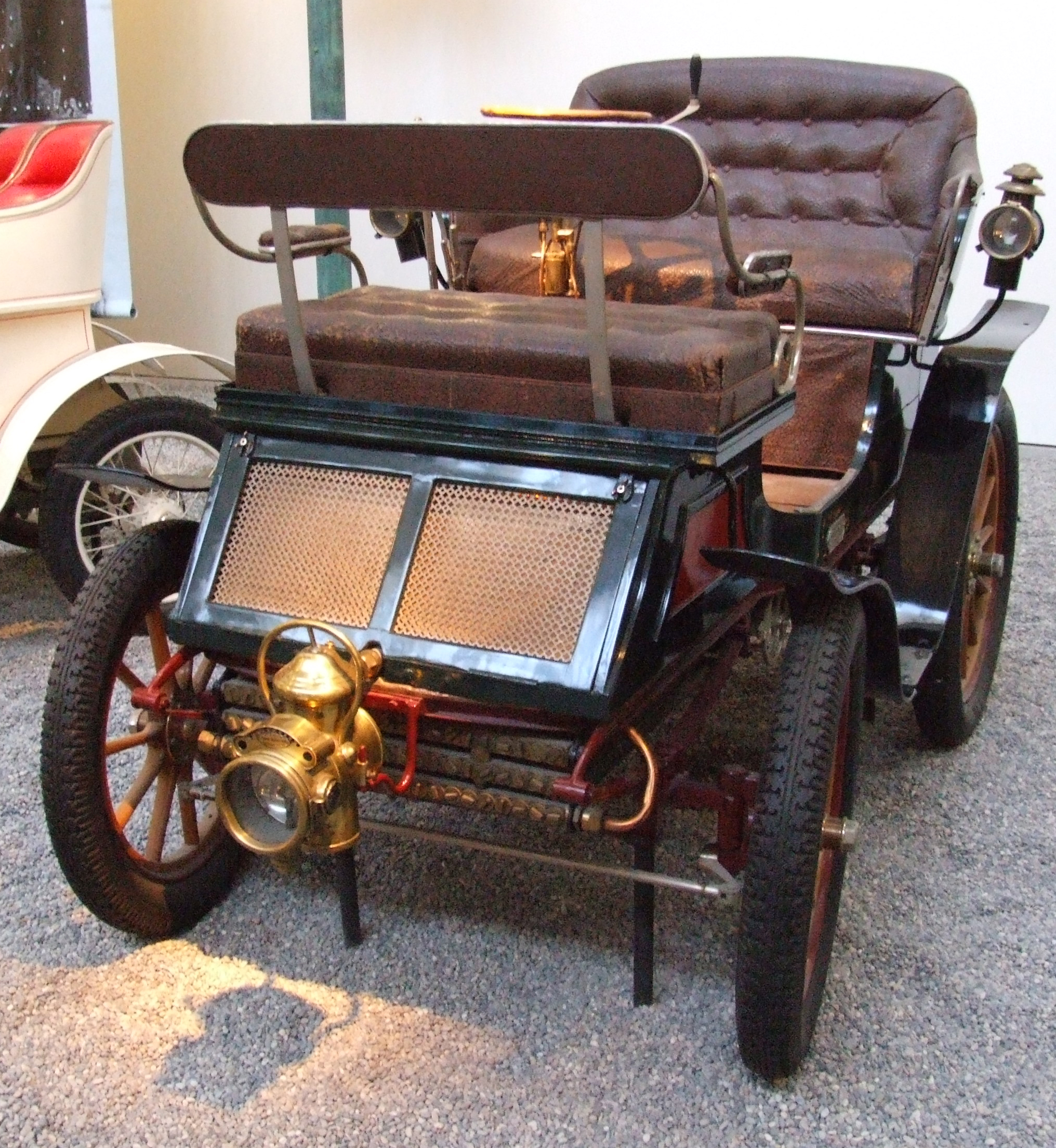
1901 Serpollet Vis-a-Vis Typ_D, 1901, sbírka Schlumpf, Mulhouse